# Koritno (Bled)
Koritno é uma vila localizada no município de Bled na Eslovênia. Possuía uma população estimada de 210 habitantes em 2020.